# Mononchulus ventralis
Mononchulus ventralis är en rundmaskart som beskrevs av Nathan Augustus Cobb 1918. Mononchulus ventralis ingår i släktet Mononchulus och familjen Mononchulidae. Inga underarter finns listade i Catalogue of Life.